# Elisabetta Stuart (Regina di Boemia)
Elisabetta Stuart, Elettrice Palatina e Regina di Boemia (Fife, 19 agosto 1596 – Londra, 13 febbraio 1662), nata principessa di Scozia, era figlia maggiore di Giacomo I d'Inghilterra e di Anna di Danimarca. Era per questo sorella di Carlo I d'Inghilterra e cugina di Federico III di Danimarca. Con la scomparsa della dinastia Stuart nel 1714 dopo la morte della sua pronipote, la regina Anna, i suoi discendenti diretti, appartenenti al casato di Hannover, salirono al trono britannico.

## Biografia

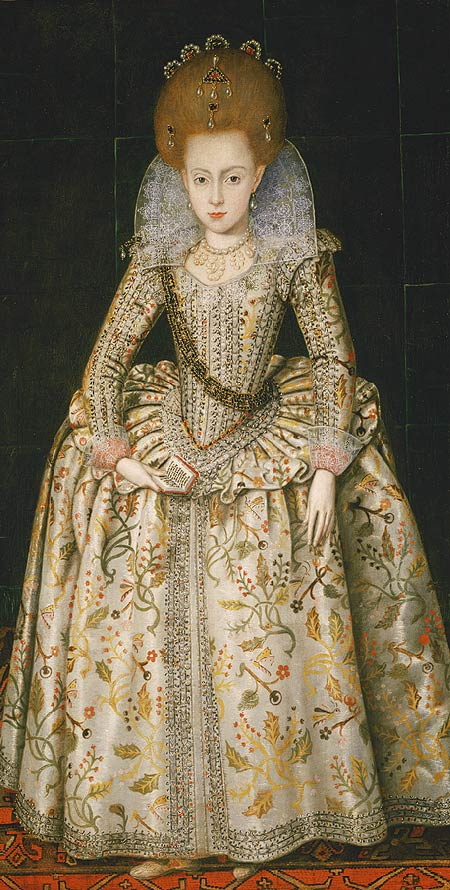
Elisabetta ritratta da Robert Peake il Vecchio, 1606

### Nascita e infanzia
Elisabetta nacque nel Palazzo di Falkland a Fife. Al momento della sua nascita suo padre era ancora re di Scozia. Fu chiamata Elisabetta in onore della regina d'Inghilterra, sua madrina. La giovane Elisabetta fu battezzata il 28 novembre 1596 nella Cappella Reale del Holyroodhouse. Durante i primi anni in Scozia, Elisabetta visse a Linlithgow Palace, "una delle più grandi residenze reali della Scozia", dove fu affidata alle cure di Lord Livingstone e di sua moglie, Eleanor Hay.

### Inghilterra
Quando la regina Elisabetta I morì nel 1603, il padre di Elisabetta, Giacomo, le successe come re d'Inghilterra e d'Irlanda. La contessa di Kildare fu nominata governante della principessa. Insieme a suo fratello maggiore, Enrico, Elisabetta partì per l'Inghilterra con sua madre. Il giorno del compleanno di suo padre, il 19 giugno, Elisabetta ballò al maniero di Worksop con il figlio di Robert Cecil.
Elisabetta rimase a corte per alcune settimane, ma "non ci sono prove che fosse presente all'incoronazione dei suoi genitori" il 25 luglio 1603. Sembra probabile che a quel tempo i bambini fossero già stati trasferiti a Oatlands, una vecchia residenza da caccia vicino a Weybridge. Il 19 ottobre 1603 "fu emesso un ordine sotto il sigillo privato che annunciava che il re aveva ritenuto opportuno impegnare la custodia e l'educazione di Elisabetta al Lord Harrington e sua moglie".
Sotto la tutela di Lord Harington trascorse l'infanzia a Combe Abbey, nel Warwickshire.
A quel tempo Elisabetta ricevette un'istruzione completa per una principessa. Questa educazione includeva lezioni di storia naturale, geografia, teologia, lingue, letteratura, storia, musica e danza. Le fu negato l'insegnamento nei classici, poiché suo padre credeva che "il latino aveva l patto del popolo sfortunato effetto di rendere le donne più astute". Sotto il precector John Florio, che la guidò dal 1603, già all'età di 12 anni Elisabetta parlava correntemente diverse lingue, tra cui il francese, "che parlava con facilità e grazia" e che avrebbe usato in seguito per conversare con suo marito. Era anche un'eccellente cavallerizza, aveva una conoscenza approfondita della religione protestante e aveva un'attitudine per scrivere lettere che "suonavano sincere e mai opprimenti". Era anche estremamente letteraria e "esistono diversi ricordi del suo primo amore per i libri".

### Congiura delle polveri
Parte del piano della congiura delle polveri del 1605 era quello di assassinare il re, rapire la novenne Elisabetta e metterla sul trono d'Inghilterra (e, presumibilmente, Scozia), dopo aver assassinato suo padre e l'aristocrazia protestante inglese e averle organizzato da Robert Catesby il matrimonio con un nobile cattolico. Si credeva che il principe Enrico sarebbe morto insieme a suo padre. Carlo era considerato troppo debole (avendo appena imparato a camminare) e Maria era troppo giovane. Elisabetta, d'altra parte, aveva già partecipato a delle cerimonie ufficiali e i cospiratori sapevano che "avrebbe potuto svolgere un ruolo cerimoniale nonostante la sua giovane età".
La trama fallì quando i cospiratori furono traditi e Guy Fawkes fu catturato dai soldati del re prima che fosse in grado di appiccare il fuoco.

## Matrimonio
Come figlia di un sovrano regnante, la mano della giovane Elisabetta fu vista come un premio molto desiderabile. I pretendenti provenivano da tutto il continente ed includevano:
- Gustavo Adolfo di Svezia
- Federico Ulrico, duca di Brunswick-Wolfenbuttel
- Maurizio di Nassau
- Theophilus Howard, Lord Howard di Walden
- Otto, principe ereditario di Assia
- Vittorio Amedeo, principe di Piemonte

La maggior parte dei suoi pretendenti furono rapidamente respinti per una serie di motivi. Alcuni semplicemente non avevano un alto lignaggio, non avevano prospettive reali da offrire o, nel caso di Gustavo Adolfo, perché "il suo paese era in guerra con la Danimarca, paese natio della regina Anna". Inoltre, l'Inghilterra non poteva affrontare un'altra rivoluzione religiosa e quindi il prerequisito religioso era fondamentale.
Il candidato scelto fu Federico V, conte Palatino del Reno. Federico era innegabilmente di alto lignaggio. I suoi antenati includevano i re di Aragona e Sicilia, i langravi d'Assia, i duchi di Brabante e Sassonia, e i conti di Nassau e Lovanio. Lui ed Elisabetta condividevano anche un antenato comune, Enrico II d'Inghilterra.
Federico era il leader dell'associazione dei principi protestanti del Sacro Romano Impero conosciuta come Unione protestante ed Elisabetta lo aveva sposato nel tentativo di aumentare i legami di Giacomo con questi principi.
Federico arrivò in Inghilterra il 16 ottobre 1612. Federico strinse un'amicizia con il fratello maggiore di Elisabetta, il principe Enrico. Giacomo I non prese in considerazione la felicità della coppia, ma vide quell'unione come "un passo in un processo più ampio di raggiungimento della concordia nazionale ed europea". L'unica persona apparentemente insoddisfatta della partita era la regina Anna. Come figlia di un re, sorella di un re e moglie di un re, desiderava anche essere la madre di una regina.
Il 6 novembre 1612 Enrico, principe di Galles, morì. La sua morte ebbe un impatto emotivo su Elisabetta e la sua nuova posizione come seconda in linea al trono la rese una pedina ancora più desiderabile.
Il matrimonio ebbe luogo il 14 febbraio 1613 nella cappella reale del Palazzo di Whitehall. Fu celebrato con feste sontuose e sofisticate sia a Londra che a Heidelberg.

### Elettrice del Palatinato
Dopo quasi due mesi di permanenza a Londra per le continue celebrazioni, la coppia iniziò il viaggio per unirsi alla corte elettorale di Heidelberg. Lungo il tragitto incontrarono persone, degustarono cibi e vini e vennero intrattenuti da una grande varietà di artisti e compagnie. In ogni luogo in cui la giovane coppia si fermava, Elisabetta dovette distribuire regali. I soldi per consentirle di farlo non erano prontamente disponibili e quindi dovette usare uno dei suoi gioielli come garanzia in modo che l'orafo Abraham Harderet "le avrebbe fornito regali adeguati a credito".
Il suo arrivo a Heidelberg venne visto come "il coronamento di una politica che ha cercato di dare al Palatinato un posto centrale nella politica internazionale" e fu a lungo atteso e accolto con favore. Il marito di Elisabetta trasformò la sua sede nel castello di Heidelberg, l'Englischer Bau (ovvero l'edificio inglese), per lei. Il giardino, l'Hortus Palatinus, fu costruito dall'ex tutor di Elisabetta, Salomon de Caus. Fu soprannominato l'"Ottava meraviglia del mondo" dai contemporanei.
Sebbene Elisabetta e Federico fossero sinceramente innamorati e rimanessero una coppia romantica nel corso del loro matrimonio, i problemi cominciarono a sorgere. Prima che la coppia lasciasse l'Inghilterra, Giacomo I aveva fatto promettere a Federico che Elisabetta "avrebbe avuto la precedenza su sua madre ... e sarebbe stata sempre trattata come se fosse una regina". Ciò a volte metteva a disagio la vita nel Palatinato per Elisabetta, poiché la madre di Federico, Luisa Giuliana, "non si aspettava di essere degradata a favore della giovane nuora".
Elisabetta e Federico ebbero tredici figli:
- Enrico Federico, principe ereditario del Palatinato (1614-1629);
- Carlo I Luigi, Elettore palatino (1617-1680), sposò Carlotta d'Assia-Kassel, Marie Luise von Degenfeld e Elisabeth Hollander von Bernau;
- Elisabetta di Boemia (1618-1680), Principessa palatina (1618-1680);
- Rupert, duca di Cumberland (1619-1682);
- Maurizio del Palatinato (1620-1654);
- Luisa Hollandina del Palatinato (1622-1709);
- Luigi (1624-1625);
- Edoardo, conte palatino di Simmern (1625-1663), sposò Anna Gonzaga;
- Enrichetta Maria del Palatinato (1626-1651);
- Giovanni Filippo Federico (1627-1650);
- Carlotta (1628-1631);
- Sofia, Elettrice di Hannover (1630-1714) sposò Ernesto Augusto, Elettore di Hannover (1629-1698) con figli, incluso Giorgio I di Gran Bretagna;
- Gustavo Adolfo (1632-1641).

## Regina di Boemia

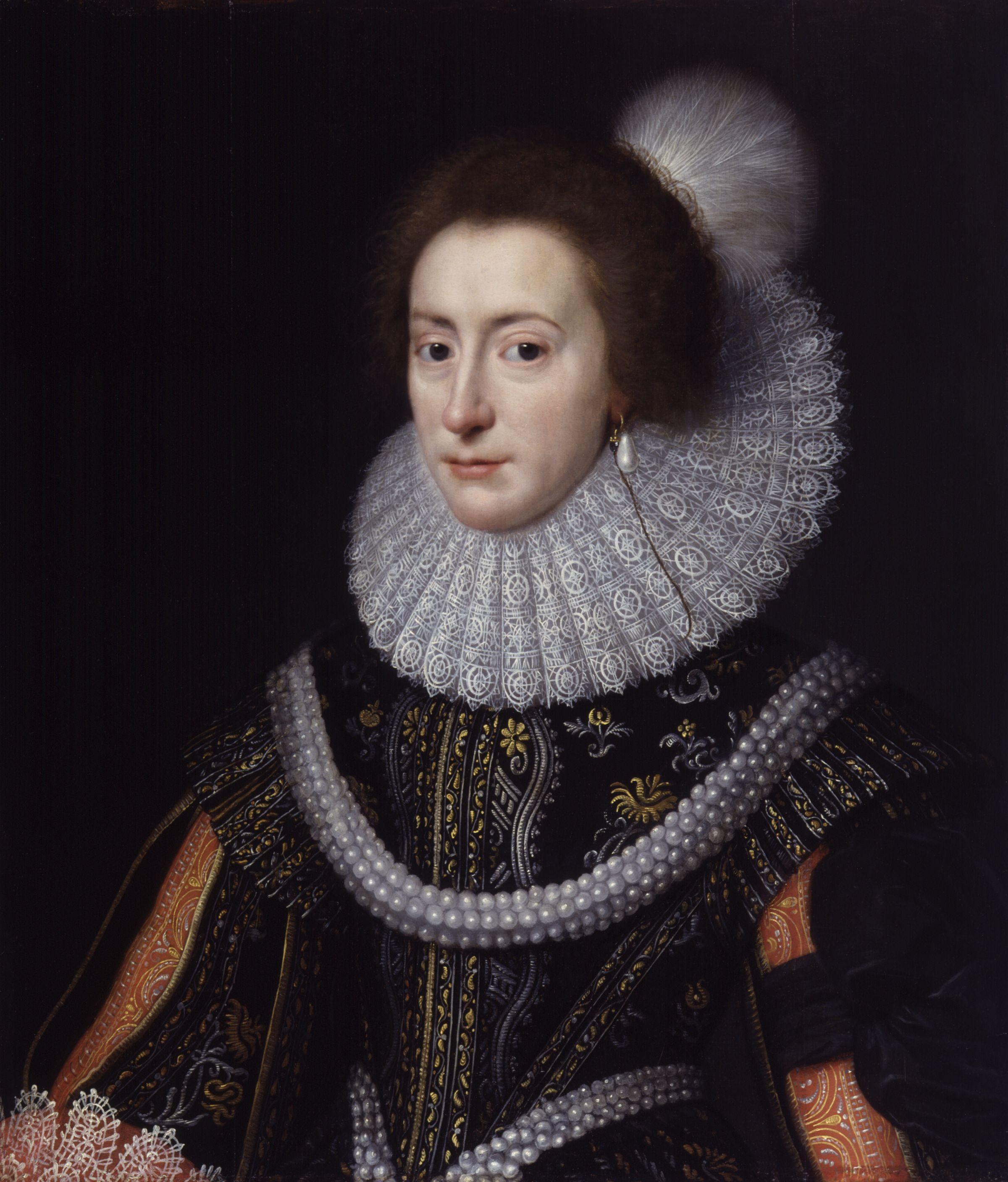
Elisabetta ritratta da Michiel Jansz van Mierevelt, 1623.

Nel 1619, a Federico fu offerta, ed egli accettò, la corona di Boemia. La famiglia si trasferì a Praga, dove "il nuovo re fu accolto con vera gioia". Federico fu incoronato ufficialmente nella Cattedrale di San Vito il 4 novembre 1619. L'incoronazione di Elisabetta come regina di Boemia ebbe luogo tre giorni dopo.
Un mese dopo nacque suo figlio Rupert. Ci fu una grande gioia popolare. Pertanto, il regno di Federico in Boemia era iniziato bene, ma durò solo un anno. La corona boema "era sempre stata una pietra angolare della politica asburgica" e l'erede Ferdinando, ora imperatore del Sacro Romano Impero, non avrebbe ceduto. Il regno di Federico si concluse con la sconfitta degli eserciti protestanti nella battaglia della Montagna Bianca (che terminò la prima fase della Guerra dei trent'anni) l'8 novembre 1620.

### Esilio

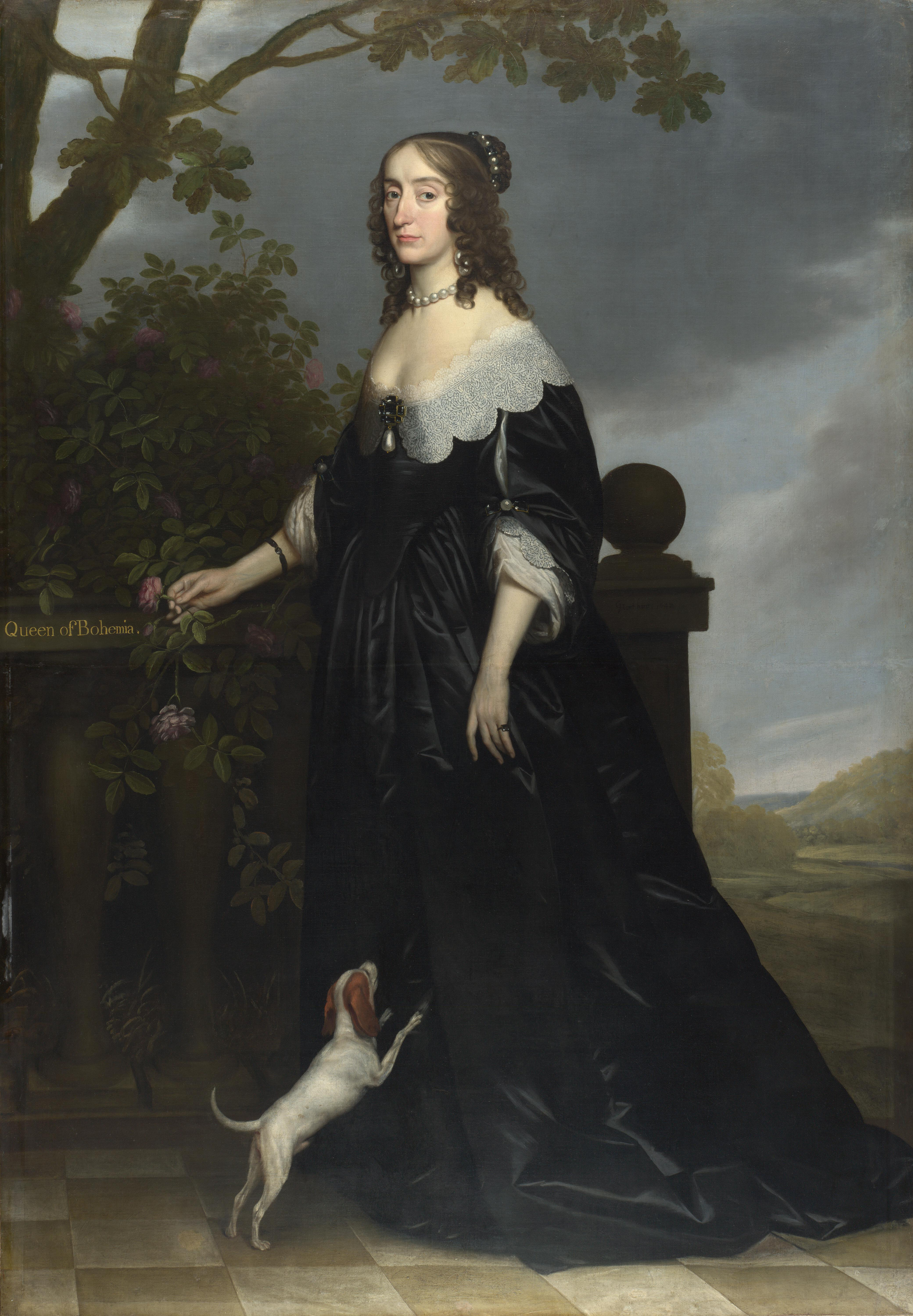
Elisabetta Stuart, 1642, di Gerard van Honthorst.

Temendo il peggio, al momento della sconfitta nella Battaglia della Montagna Bianca, Elisabetta aveva già lasciato Praga e stava aspettando la nascita del suo quinto figlio al Castello di Custrin, a circa 80 km da Berlino.
La sconfitta militare, tuttavia, significò che non vi era più la possibilità di un ritorno a Praga e l'intera famiglia fu costretta a fuggire. Non potendo più tornare nel Palatinato, poiché era occupato dalla lega cattolica e da un contingente spagnolo, su invito del Principe d'Orange, si diressero verso L'Aia. Elisabetta era ora una regina in esilio.
Elisabetta arrivò a L'Aia nella primavera del 1621 solo con una piccola corte e l'aspettativa era che vi sarebbe rimasta per il resto della sua vita. L'esilio, sebbene relativamente sicuro e confortevole, non era un luogo particolarmente amichevole o piacevole in cui trovarsi. Tuttavia si impegnò moltissimo ad aiutare il marito ad uscire dal caos politico in cui si trovavano. La sua donna di compagnia, Amalia van Solms, sposò Federico Enrico, principe d'Orange nel 1625. Le due donne divennero rivali a corte.
Nel 1632 Federico salutò Elisabetta e iniziò un viaggio per unirsi al re di Svezia sul campo di battaglia. Sfortunatamente dall'ottobre 1632 soffriva di un'infezione e morì la mattina del 29 novembre 1632.

## Vedovanza
Quando Elisabetta ricevette la notizia della morte di Federico, impazzì dal dolore e per tre giorni non mangiò, bevve o dormì. Quando Carlo venne a sapere dello stato di Elisabetta, la invitò a tornare in Inghilterra; tuttavia, rifiutò. Elizabetta rimase in Olanda, anche dopo che suo figlio, Carlo I Luigi, fu restaurato nella dignità elettorale, sia pur limitata al Basso Palatinato (Elettorato Palatino Renano). Diventò una mecenate delle arti.
Elisabetta ha riempito il suo tempo scrivendo lettere e combinando matrimoni per i suoi figli. La sua vita dopo la morte di Federico, tuttavia, sembra essere stata piena di angoscia. Tra la morte del marito e la sua stessa morte, avrebbe visto la morte di altri quattro suoi figli. Un duro colpo fu l'esecuzione di suo fratello Carlo I, re d'Inghilterra e l'esilio della famiglia Stuart. Anche le relazioni con i suoi figli superstiti furono distaccate, sebbene abbia trascorso del tempo con i numerosi nipoti.

## Morte
Nel 1660, gli Stuart furono riportati ai troni d'Inghilterra, Scozia e Irlanda nella persona del nipote di Elisabetta, Carlo II. Elisabetta, ora determinata a visitare la sua terra natale, arrivò in Inghilterra il 26 maggio 1661. A luglio, decise che non aveva più intenzione di tornare all'Aia e fece piani per il resto dei suoi mobili, vestiti e altre proprietà le fossero mandate in Inghilterra. Si trasferì a Drury House. Il 29 gennaio 1662 si trasferì a Leicester House, ma la sua salute si deteriorò. Elisabetta soffriva di polmonite e morì poco dopo la mezzanotte del 13 febbraio 1662.
La sua morte suscitò poco scalpore da parte del popolo. Fu sepolta nell'Abbazia di Westminster, nella cripta della nonna Maria Stuart e vicino al suo amato fratello maggiore, Enrico.
La figlia minore di Elisabetta, Sofia aveva sposato nel 1658 Ernesto Augusto futuro Elettore di Hannover. L'Elettrice Sofia divenne parente protestante più prossimo del monarca inglesi e irlandesi (poi corona britannica). Secondo l'Act of Settlement, che escludeva i cattolici dal trono, la successione fu stabilita tramite Sofia ed i suoi discendenti. Nel 1714, Sofia morì, e due mesi dopo morì anche la sua procugina Anna Stuart, ultima sovrana degli Stuart. Da allora, tutti i sovrani di Gran Bretagna a partire da Giorgio I, cugino di terzo grado di Anna, sono i discendenti di Elisabetta.

## Ascendenza
|                              |                            |                                   | Genitori                             |  |  | Nonni |  |  | Bisnonni                        |  |  | Trisnonni                    |  |
|                              |                            |                                   |                                      |  |  |       |  |  | Matthew Stuart, conte di Lennox |  |  | John Stuart, conte di Lennox |  |
|                              |                            |                                   |                                      |  |  |       |  |  | Matthew Stuart, conte di Lennox |  |  | John Stuart, conte di Lennox |  |
|                              |                            | Elizabeth Stewart                 |                                      |  |  |       |  |  | Matthew Stuart, conte di Lennox |  |  |                              |  |
| Enrico Stuart, Lord Darnley  |                            |                                   |                                      |  |  |       |  |  | Matthew Stuart, conte di Lennox |  |  |                              |  |
|                              |                            | Margaret Douglas                  | Archibald Douglas, VI conte di Angus |  |  |       |  |  |                                 |  |  |                              |  |
|                              |                            | Margaret Douglas                  | Archibald Douglas, VI conte di Angus |  |  |       |  |  |                                 |  |  |                              |  |
|                              |                            | Margaret Douglas                  | Margherita Tudor                     |  |  |       |  |  |                                 |  |  |                              |  |
| Giacomo I d'Inghilterra      |                            | Margaret Douglas                  |                                      |  |  |       |  |  |                                 |  |  |                              |  |
|                              |                            | Giacomo V di Scozia               | Giacomo IV di Scozia                 |  |  |       |  |  |                                 |  |  |                              |  |
|                              |                            | Giacomo V di Scozia               | Giacomo IV di Scozia                 |  |  |       |  |  |                                 |  |  |                              |  |
|                              |                            | Giacomo V di Scozia               | Margherita Tudor                     |  |  |       |  |  |                                 |  |  |                              |  |
| Maria Stuart                 |                            | Giacomo V di Scozia               |                                      |  |  |       |  |  |                                 |  |  |                              |  |
|                              |                            | Maria di Guisa                    | Claudio I di Guisa                   |  |  |       |  |  |                                 |  |  |                              |  |
|                              |                            | Maria di Guisa                    | Claudio I di Guisa                   |  |  |       |  |  |                                 |  |  |                              |  |
|                              |                            | Maria di Guisa                    | Antonia di Borbone-Vendôme           |  |  |       |  |  |                                 |  |  |                              |  |
| Elisabetta Stuart            |                            | Maria di Guisa                    |                                      |  |  |       |  |  |                                 |  |  |                              |  |
|                              | Cristiano III di Danimarca | Federico I di Danimarca           |                                      |  |  |       |  |  |                                 |  |  |                              |  |
|                              | Cristiano III di Danimarca | Federico I di Danimarca           |                                      |  |  |       |  |  |                                 |  |  |                              |  |
|                              | Cristiano III di Danimarca | Anna del Brandeburgo              |                                      |  |  |       |  |  |                                 |  |  |                              |  |
| Federico II di Danimarca     | Cristiano III di Danimarca |                                   |                                      |  |  |       |  |  |                                 |  |  |                              |  |
|                              |                            | Dorotea di Sassonia-Lauenburg     | Magnus I di Sassonia-Lauenburg       |  |  |       |  |  |                                 |  |  |                              |  |
|                              |                            | Dorotea di Sassonia-Lauenburg     | Magnus I di Sassonia-Lauenburg       |  |  |       |  |  |                                 |  |  |                              |  |
|                              |                            | Dorotea di Sassonia-Lauenburg     | Caterina di Braunschweig-Lüneburg    |  |  |       |  |  |                                 |  |  |                              |  |
| Anna di Danimarca            |                            | Dorotea di Sassonia-Lauenburg     |                                      |  |  |       |  |  |                                 |  |  |                              |  |
|                              |                            | Ulrico III di Meclemburgo-Güstrow | Alberto VII di Meclemburgo-Güstrow   |  |  |       |  |  |                                 |  |  |                              |  |
|                              |                            | Ulrico III di Meclemburgo-Güstrow | Alberto VII di Meclemburgo-Güstrow   |  |  |       |  |  |                                 |  |  |                              |  |
|                              |                            | Ulrico III di Meclemburgo-Güstrow | Anna di Brandeburgo                  |  |  |       |  |  |                                 |  |  |                              |  |
| Sofia di Meclemburgo-Güstrow |                            | Ulrico III di Meclemburgo-Güstrow |                                      |  |  |       |  |  |                                 |  |  |                              |  |
|                              |                            | Elisabetta di Danimarca           | Federico I di Danimarca              |  |  |       |  |  |                                 |  |  |                              |  |
|                              |                            | Elisabetta di Danimarca           | Federico I di Danimarca              |  |  |       |  |  |                                 |  |  |                              |  |
|                              |                            | Elisabetta di Danimarca           | Sofia di Pomerania                   |  |  |       |  |  |                                 |  |  |                              |  |
|                              |                            | Elisabetta di Danimarca           |                                      |  |  |       |  |  |                                 |  |  |                              |  |